# Бэмбридж, Чарльз
Э́двард Ча́рльз Бэ́мбридж (англ. Edward Charles Bambridge; 30 июля 1858 — 8 ноября 1935) — английский футболист. Выступал за национальную сборную Англии, а также за ряд любительских клубов во второй половине XIX века. Два его брата также играли за сборную Англии. Чарльз был одним из первых «суперзвёзд» футбола своего времени, был известен по прозвищу «Чарли Бэм» (англ. Charlie Bam). Отличался «высокой скоростью и отличным контролем мяча», а также отличным чувством юмора.

## Биография
Родился в Виндзоре, Беркшир. Был пятым ребёнком в семье Софии и Уильяма, который был фотографом Королевы Виктории. Прошёл обучение в школе святого Марка в Виндзоре, а затем в Малвернском колледже в Малверне, Вустершир. Играл в футбол за команду колледжа.
В дальнейшем выступал за футбольные клубы «Виндзор Хоум Парк», «Стретем», «Аптон Парк», «Клэпем Роверс», «Свифтс» и «Коринтиан».
Утверждается, что в одном из кубковых матчей Чарли Бэмбридж сломал ногу, но продолжил играть и даже забил победный гол. К одной ноге он прикрепил большой защитный щиток, выступавший из-за гетров. После матча на щитке были следы от множества ударов соперника. Когда Чарли спросили, как его сломанная нога выдержала все эти удары, он ответил: «Неплохо, я надел щиток на здоровую ногу».
5 апреля 1879 года Бэмбридж дебютировал в составе национальной сборной Англии по футболу в матче против Шотландии на стадионе «Кеннингтон Овал». К перерыву Англия проигрывала шотландцам со счётом 1:4. В начале второго тайма Бэмбридж отыграл один мяч, а к 75-й минуте Норман Бейли уже сравнял счёт. В последние десять минут матча шотландцы забили, но судья не засчитал гол, указав на положение «вне игры». Вскоре после этого уже англичане провели свою атаку, и Бэмбридж забил победный гол. Англичане впервые с 1873 года обыграли шотландцев. Тот матч в прессе назвали «самой захватывающей игрой между Англией и Шотландией на данный момент».
13 марта 1880 года Чарльз Бэмбридж провёл свою вторую игру за национальную сборную. Это вновь была игра против Шотландии, на этот раз на стадионе «Хэмпден Парк». На этот раз победу со счётом 5:4 одержали шотландцы, хотя Бэмбридж вновь сделал «дубль» в их ворота. Спустя год, 12 марта 1881 года Бэмбридж вновь поразил ворота шотландцев, которые разгромили англичан со счётом 6:1.
18 февраля 1882 года Чарли впервые сыграл за сборную Англии в ранге капитана. Это была игра против Ирландии в Белфасте. Англичане разгромили соперника со счётом 13:0, Бэмбридж стал автором одного из них.
13 марта 1882 года в матче против Уэльса Бэмбридж покинул поле уже на 3-й минуте из-за травмы, а так как замены игроков по ходу игры тогда не были разрешены, англичане провели матч вдесятером и проиграли со счётом 3:5. 3 февраля 1883 года в «матче-реванше» Англия разгромила Уэльс со счётом 5:0, Бэмбридж забил второй гол англичан. Также в том матче сыграл Артур Бэмбридж, брат Чарльза.
23 февраля 1884 года братья Чарльз и Артур вновь сыграли вместе в матче против Ирландии, поучаствовав в её разгроме со счётом 8:1. Артур забил один гол, а Чарли — два, однако на 75-й минуте последний был вынужден покинуть поле из-за травмы.
В 1885 году Чарльз забивал в ворота ирландцев и шотландцев. 19 марта 1887 года он провёл свой последний 18-й матч за сборную. В общей сложности он забил за сборную 11 мячей и дважды был капитаном англичан.
С 1883 по 1886 году Чарли Бэмбридж был членом комитета Футбольной ассоциации, а также членом комитета основателей клуба «Коринтиан». В дальнейшем он был почётным президентом клуба «Коринтиан» с 1923 по 1932 год.
Два брата Чарльза, Артур и Эрнест, также выступали за сборную Англии. Это единственное «трио» родных братьев, игравших за сборную Англии.

## Вне футбола
Бэмбридж работал андеррайтером в Lloyd's.
У него было четверо детей. Двое его сыновей, Руперт и Фредерик, были убиты во Франции во время Первой мировой войны. Его внук, Энтони Чарльз Бэмбридж, был управляющим директором компании-производителя горчицы Colman’s в 1970-е годы.
Чарльз Бэмбридж умер 8 ноября 1935 года в возрасте 77 лет. Его вдова Кэтлин умерла в 1960 году в возрасте 97 лет.